# Gle Cintrati
Gle Cintrati är en kulle i Indonesien.   Den ligger i provinsen Aceh, i den västra delen av landet, 1 800 km nordväst om huvudstaden Jakarta. Toppen på Gle Cintrati är 223 meter över havet, eller 69 meter över den omgivande terrängen. Bredden vid basen är 2,1 km.
Terrängen runt Gle Cintrati är kuperad åt sydväst, men åt nordost är den platt.Runt Gle Cintrati är det tätbefolkat, med 297 invånare per kvadratkilometer. Närmaste större samhälle är Sigli, 17,7 km öster om Gle Cintrati. Trakten runt Gle Cintrati består till största delen av jordbruksmark.